# Манол Друмохарски
Манол Ангелов Друмохарски е български възрожденски общественик.

## Биография
Роден е в Кюстендил. Син е на Ангел Гьошев Друмохарски, брат на Георги Друмохарски и Димитър Друмохарски. Завършва начално образование в родния си град. Отначало работи като терзия, а впоследствие става търговец. Член на Кюстендилския окръжен съдебен съвет. Дълги години е избиран в кюстендилската църковно-народна община. Взема активно участие в борбата за църковна и национална независимост.
При избухване на Разловското въстание в 1876 година е заподозрян в революционна дейност, затворен и измъчван в затворите в Кюстендил и София. След Освобождението е избран за член на Кюстендилския Окръжен управителен съвет. До смъртта си през 1884 година заема длъжността на кюстендилски окръжен ковчежник.